# Дуайе
Дуайе́ (фр. Doyet) — коммуна во Франции, находится в регионе Овернь. Департамент коммуны — Алье. Входит в состав кантона Монмаро. Округ коммуны — Монлюсон.
Код INSEE коммуны — 03104.

## Население
Население коммуны на 2008 год составляло 1234 человека.
| 1962 | 1968 | 1975 | 1982 | 1990 | 1999 | 2008 |
| ---- | ---- | ---- | ---- | ---- | ---- | ---- |
| 1382 | 1404 | 1278 | 1191 | 1203 | 1164 | 1234 |

## Экономика
В 2007 году среди 738 человек в трудоспособном возрасте (15—64 лет) 513 были экономически активными, 225 — неактивными (показатель активности — 69,5 %, в 1999 году было 67,5 %). Из 513 активных работали 454 человека (247 мужчин и 207 женщин), безработных было 59 (34 мужчины и 25 женщин). Среди 225 неактивных 50 человек были учениками или студентами, 78 — пенсионерами, 97 были неактивными по другим причинам.

## Достопримечательности
- Церковь Сен-Пьер (1775—1777 года)
- Памятник генералу Курте
- Замок Ла-Суш (XIII—XV века)
- Замок Ансине
- Замок Бор (XIII—XIV века)
- Мост и мельница
- Замок Шасиньоль